# João José da Silva Ferreira Netto
João José da Silva Ferreira Neto, originalmente conhecido como João José da Silva Ferreira Netto ComNSC (Faro, Algarve, 1 de Março de 1856 - Faro, 3 de Maio de 1935) Foi um engenheiro agrónomo e político português.

## Biografia
João Ferreira Neto nasceu na cidade de Faro, no Algarve, em 1 de Março de 1856, filho de Gertrudes Carlota Ferreira Chaves e do magistrado José da Silva Netto. Formou-se como engenheiro agrónomo.
João Ferreira Neto era monárquico, e associado do Partido Regenerador.
Foi presidente da Câmara Municipal de Faro durante cerca de 10 anos, nos finais do Século XIX. Durante o seu mandato, destacou-se pelo desenvolvimento que deu ao concelho, especialmente em termos da rede rodoviária. Também foi um dos principais responsáveis pela formação do Museu Arqueológico de Faro, inaugurado em 4 de Março de 1894. Quando ocorreu o Ultimato Britânico de 1890, João Ferreira Neto agiu para a defesa dos interesses nacionais, tendo renomeado a Rua da Cadeia para Rua Serpa Pinto, e ordenado que o seguro das casas da câmara, que estava numa empresa britânica, fosse passado para uma companhia portuguesa. Também organizou uma reunião dos habitantes nos Paços do Concelho, para formar uma comissão que angariasse donativos para a defesa nacional.
Foi Governador Civil de Faro entre 25 de Maio de 1901 e 26 de Outubro de 1904; e de 22 de Março de 1906 a 26 de Maio de 1906.
Nas décadas de 1920 e 1930, escreveu vários artigos para o jornal O Algarve. Também foi accionista numa empresa de pesca do atum.
João Ferreira Neto faleceu em 3 de Maio de 1935, na cidade de Faro. Um neto seu, João da Silva Neto, foi um destacado político e empresário no sector das pescas do Algarve.

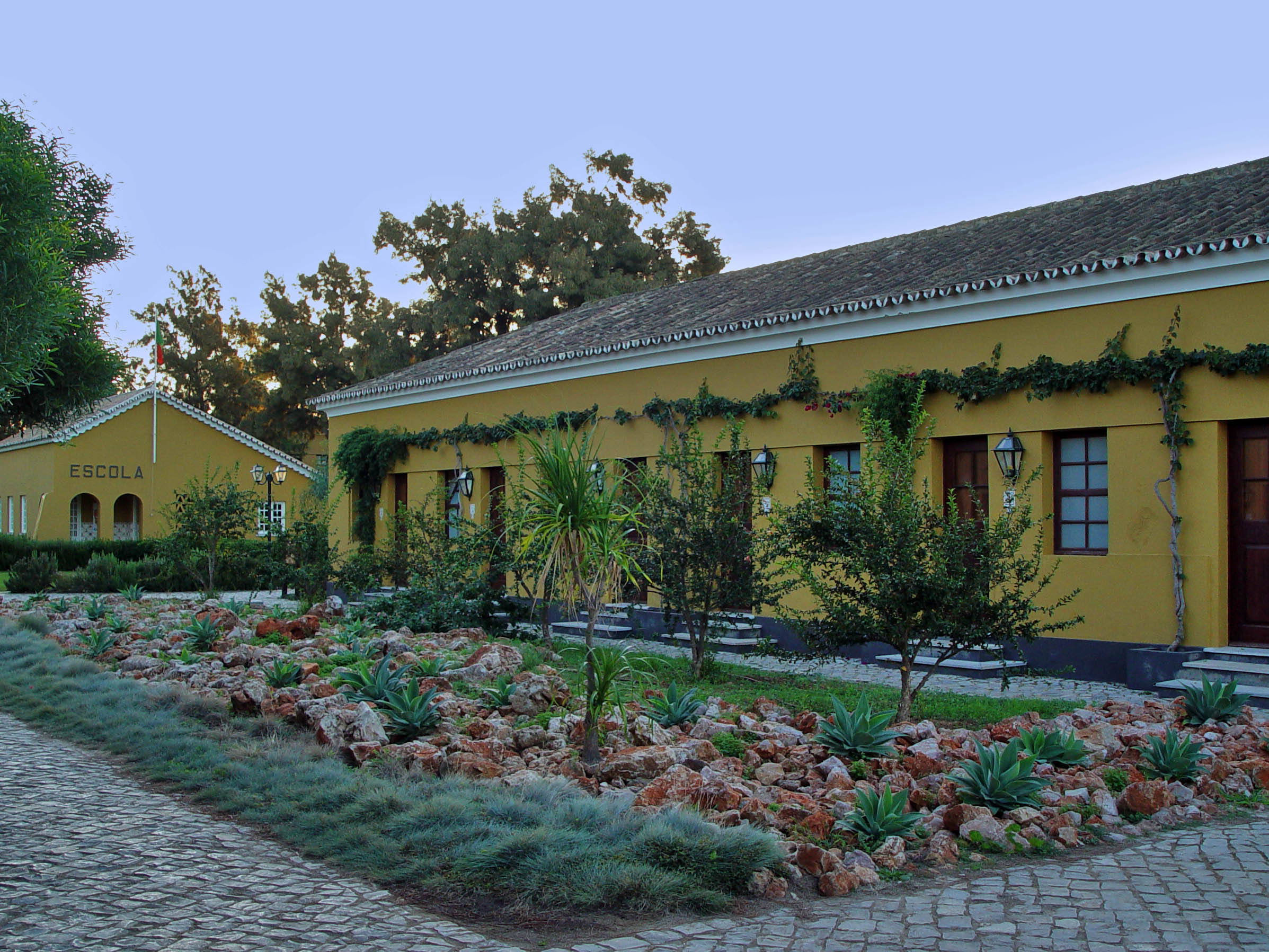
Arraial Ferreira Neto, em Tavira.

## Homenagens
O nome de Ferreira Neto foi colocado numa artéria em Faro, e num arraial de atum, situado na zona das Quatro Águas em Tavira. Foi homenageado com o grau de comendador na Ordem de Nossa Senhora da Conceição de Vila Viçosa.